# Imma endocrossa
Imma endocrossa är en fjärilsart som beskrevs av Edward Meyrick 1921. Imma endocrossa ingår i släktet Imma och familjen Immidae. Inga underarter finns listade i Catalogue of Life.